# Cadell ap Gruffydd
Cadell ap Gruffydd  († 1175) prince rebelle de Deheubarth de 1143 à 1153.

## Origine
Cadell ap Gruffydd est le second fils de Gruffydd ap Rhys Ier né en Irlande d'une première union avec une épouse inconnue ou d'une concubine.

## Règne
Après la mort de leur père en 1137, Cadell ap Gruffyd seconde son frère ainé Anarawd ap Gruffydd dans ses luttes. À la suite du meurtre de Anarawd en 1143 il devient le chef des rebelles gallois du sud. 
Il poursuit la lutte afin d'expulser les anglo-normands du pays de Galles et de recouvrer le royaume familial de Deheubarth. Il remporte ses plus grands succès dans le Dyfed mais aussi en Ceredigion. Cadell semble avoir un avenir de grand roi devant lui mais il est surpris lors d'une chasse par un raid de chevaliers normands en 1151. Grièvement blessé il est laissé pour mort sur le terrain.
Cadell survit mais infirme et mutilé il se considère comme inapte à conduire ses hommes et il se retire en laissant le soin à ses jeunes frères de poursuivre le combat. En 1153 il entreprend un pèlerinage à Rome  et on n'entend plus parler de lui jusqu'en 1175 quand son corps est ramené afin d'être inhumé dans l'abbaye de Strata Florida.

## Sources
- (en) Mike Ashley  The Mammoth Book of British Kings & Queens (England, Scotland and Wales), Robinson London (1998), (ISBN 1841190969) « Cadell ap Gruffyd » p. 339.